# Королёв, Алексей Иванович (химик)
Алексе́й Ива́нович Королёв (1899—1966) — советский химик-органик, доктор химических наук, профессор, лауреат Сталинской премии.

## Биография
В 1929 г. окончил Московское высшее техническое училище по химическому факультету. Освобождён от службы в армии по инвалидности (хромота).
В 1928 г. Б. Н. Рутовский и А. И. Королев опубликовали методику синтеза а-амилкоричного альдегида.
Работал в НИОПИКе (с 1929, в сер. 1930-х научный руководитель аналитической лаборатории, с 1937 заместитель директора по научной работе).
В сентябре 1943 года за успешное выполнение заданий правительства по организации производства витамина К был премирован и награждён знаком «Отличник социалистического соревнования наркомата».

## Научная деятельность
Автор исследований в области оптически активных красителей и природных соединений, стереохимии диенового синтеза, изомеризации производных нафталина, изысканиям душистых веществ, синтезу флавантрона, сульфокислот нафталинового ряда и др.
Инициатор создания в НИОПИКе отделения функциональных органических материалов (1964) для оборонной промышленности и современной техники (микроэлектроники, электроники, лазерной и вычислительной техники, полиграфии и др.).
Участник промышленного освоения методов получения 2-метил-1,4-нафтохинона (аналога витамина К), 2-метил-1,4-нафтохинон-3-сульфокислоты, метилхлорида, импрегната и централита, имеющих оборонное значение, белого стрептоцида и др., разработки технологии и производства кислоты Шеффера, бензоил-И-кислоты, новых технологий капролактама из анилина, 2,4-дихлорфеноксиуксусной кислоты и её эфира, метиламина контактным методом, кубовых красителей специального назначения и др.

### Публикации
Алексей Иванович — редактор книг, переведённых на ряд иностранных языков:
- «Химия красителей» (монография П. М. Когана),
- «Химия и технология соединений нафталинового ряда» Н. Дональдсона,
- «Химические основы канцерогенной активности» Г. М. Бержера.

## Награды
- 1950 год — Сталинская премия: за работу в области военного снаряжения (создание отравляющих веществ).